# Biada Babilonowi
Biada Babilonowi (ang. Alas, Babylon) – amerykańska powieść postapokaliptyczna napisana przez Pata Franka. Została wydana w 1959 przez J. B. Lippincott. Polska wersja ukazała się nakładem Domu Wydawniczego Rebis w tłumaczeniu Zbigniewa A. Królickiego w ramach serii Wehikuł czasu i miała swoją premierę 26 czerwca 2023. Trafiła do książki Davida Pringle'a pod tytułem Science Fiction: The 100 Best Novels. Opowiada o skutkach wojny nuklearnej w fikcyjnym miasteczku Fort Repose na Florydzie, które jest wzorowane na istniejącej miejscowości Mount Dora, znajdującej się ok. 35 mil na północny-zachód od Orlando. Tytuł pochodzi z Apokalipsy św. Jana. 

## Adaptacje
Adaptacja powieści została wyemitowana 3 kwietnia 1960 jako 131. odcinek serialu telewizyjnego Playhouse 90. W rolach głównych wystąpili Don Murray, Burt Reynolds i Rita Moreno. 